# 長岡治男
長岡 治男（ながおか はるお、1893年1月25日 - 1976年5月22日）は、日本の経営者。東京都出身。

## 経歴
1918年に東京帝国大学法学部独法学科を卒業。三井不動産を経て、1945年に日本合板船専務に就任し、後に社長も務めた。1958年10月から1966年6月までに理化学研究所理事長を務めた。
1970年11月に勲三等旭日中綬章を受章。
1976年5月22日心不全と脳血栓のために死去。83歳没。